# ルイス・オンムラ

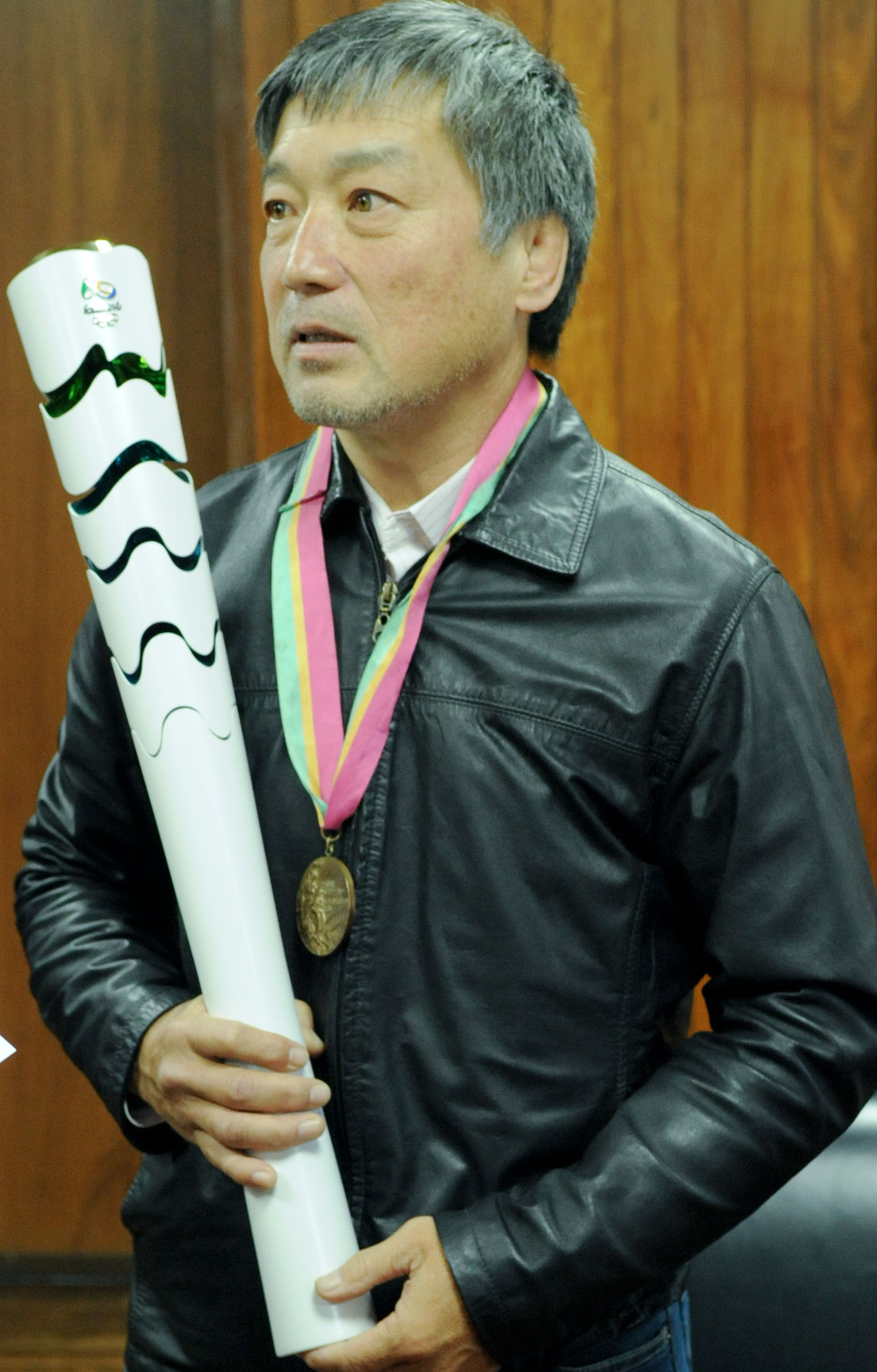
ルイス・オンムラ

ルイス・オンムラ（Luiz Yoshio Onmura、1960年6月29日 - 2024年11月1日）は、ブラジルのサンパウロ出身の日系人柔道選手。現役時代は71kg級の選手。身長168cm。

## 人物
最初は65kg級の選手として活躍していて、1980年のパンナム選手権で優勝を飾ると、1980年モスクワオリンピックにも出場したが3回戦で敗れた。その後、階級を71kg級に上げると、1984年ロサンゼルスオリンピックでは銅メダルを獲得した。1988年ソウルオリンピックでは3回戦で敗れた。
舌の扁平上皮癌との闘病の末、2024年11月1日の夜にサントスで死去。64歳没。

## 主な戦績
65kg級での戦績
- 1979年 - パンアメリカン競技大会　2位
- 1980年 - パンナム選手権　優勝

71kg級での戦績
- 1983年 - パンアメリカン競技大会　2位
- 1984年 - パンナム選手権　優勝
- 1984年 - ロサンゼルスオリンピック　3位
- 1984年 - オーストリア国際　3位
- 1987年 - パンアメリカン競技大会　2位
- 1988年 - パンナム選手権　優勝